# UWC México 5
UWC México 5: Bloody Valentine fue un evento de artes marciales mixtas producido por Ultimate Warrior Challenge México, que se llevó a cabo el 13 de febrero de 2010 en el Auditorio Fausto Gutiérrez Moreno de Tijuana, Baja California, México.